# Botryphallus
Botryphallus là một chi ốc biển nhỏ, là động vật thân mềm chân bụng sống ở biển trong họ Rissoidae.

## Các loài
Các loài trong chi Botryphallus gồm có:
- Botryphallus epidauricus (Brusina, 1866)[2]
- Botryphallus ovummuscae (Gofas, 1990)[3]
- Botryphallus tuber (Rolán, 1991)[4]